# 돈 무라코
돈 무라코(Don Muraco, 1949년 9월 10일 ~ )는 미국의 남자 전 프로레슬링 선수다. 원래 링네임은 매그니피션트 무라코(Magnificent Muraco)다. 키는 190cm 몸무게는 125kg이다. 피니쉬는 하와이안 해머(닐링 리버스 파일드라이버), 아시아틱 스파이크(썸 초크 홀드)로 사용을 한다.